# Marcel-Frédéric Lubin-Lebrère
Marcel-Frédéric Lubin-Lebrère (ur. 21 lipca 1891 w Agen, zm. 7 lipca 1972 w Tuluzie) – francuski rugbysta grający w pierwszej i drugiej linii młyna, olimpijczyk, zdobywca srebrnego medalu w turnieju rugby union na Letnich Igrzyskach Olimpijskich w 1924 roku w Paryżu, mistrz Francji w 1922, 1923 i 1924 roku.

## Życiorys
Grać w rugby rozpoczął w wieku szesnastu lat w SU Agen, następnie po występach z US Montauban związał się w 1913 roku z Stade Toulousain. Już 1 stycznia następnego roku zadebiutował w reprezentacji narodowej meczem z Irlandią na Parc des Princes w ramach Pucharu Pięciu Narodów.
Po wybuchu I wojny światowej został wcielony do armii. Został ciężko ranny w potyczce z Niemcami, w wyniku czego stracił jedno oko i dostał się do niewoli. W rekonwalescencji pomagały mu mecze rozgrywane z współjeńcami.
Powróciwszy do Francji został pracownikiem magistratu w Tuluzie. Znów też przywdział barwy Stade Toulousain, w którego pierwszej drużynie występował do 1925 roku, a jeszcze przez kilka kolejnych lat pojawiał się w zespołach tego klubu występujących w niższych klasach rozgrywek. Z klubem zdobył tytuły mistrza Francji w 1922, 1923, 1924, a wcześniej był finalistą w 1921 roku.
Od 1920 roku ponownie reprezentował kraj w międzynarodowych rozgrywkach. Zagrał również w turnieju rugby union na Letnich Igrzyskach Olimpijskich 1924. Wystąpił w jednym meczu tych zawodów – 18 maja Francuzi przegrali z USA 3–17. Wygrywając z Rumunami, lecz przegrywając z USA zajęli w turnieju drugie miejsce zdobywając tym samym srebrne medale igrzysk.
W reprezentacji Francji w latach 1914–1925 rozegrał łącznie 15 spotkań zdobywając 6 punktów.